# كلاسيك سود أرديتشي 2017
كلاسيك سود أرديتشي 2017 (بالفرنسية: Classic Sud Ardèche 2017 )‏ هو سباق دراجات هوائية، وهو الموسم رقم 17 من نفس السباق، وأقيم في 25 فبراير 2017، وامتدّ لمسافة 209 كيلومتر، وهو أحد سباقات طواف أوروبا للدراجات 2017، وهو من نوع سباق يوم واحد، وقد شارك في السباق 127 متسابقاً ووصل إلى نهايته 99 متسابقاً.
فاز فيه بالمركز الأول ماورو فينيتو، وبالمركز الثاني ماتيا كاتانيو، وبالمركز الثالث فرانسيسكو جافازي.

## الفرق
| فرق عالمية (2)- AG2R La Mondiale - FDJ فرق قارية محترفة (12)- أندروني جوكاتولي-سيدرمك ‏ - أكوا بلو سبورت 2017 ‏ - كاجا رورال-سيغوروس 2017 ‏ - CCC Development Team ‏ - Cofidis, Solutions Crédits - ديلكو ‏ - Direct Énergie - Fortuneo-Vital Concept - رومبوت تشارلز ‏ - سبورت فلاندرين بالويس 2017 ‏ - Wanty-Groupe Gobert - بنجوال باوليز ساوكس دبليو بي ‏ فرق قارية (3)- أرمي دي تير 2017 ‏ - إتش بي بي تي بي – أوبير 93 ‏ - Van Rysel–Roubaix ‏ |  |
| |  |

## التصنيف العام النهائي
| التصنيف العام | التصنيف العام     | التصنيف العام | التصنيف العام                | التصنيف العام |        |
| الدراج        | الدراج            | البلد         | الفريق                       | الوقت         | السرعة |
| ------------- | ----------------- | ------------- | ---------------------------- | ------------- | ------ |
| 1.            | ماورو فينيتو      | إيطاليا       | Delko-Marseille Provence-KTM | 5 س 21 د 09 ث |        |
| 2.            | ماتيا كاتانيو     | إيطاليا       | Androni Giocattoli           | + 0 ث         |        |
| 3.            | فرانسيسكو جافازي  | إيطاليا       | Androni Giocattoli           | + 0 ث         |        |
| 4.            | إدواردو سيبولفيدا | الأرجنتين     | Fortuneo-Vital Concept       | + 0 ث         |        |
| 5.            | بيير لاتور        | فرنسا         | أيه إل أم                    | + 0 ث         |        |
| 6.            | آرثر فيشوت        | فرنسا         | إف دي جي                     | + 0 ث         |        |
| 7.            | جوليان سيمون      | فرنسا         | كوفيديس                      | + 0 ث         |        |
| 8.            | Martijn Budding ‏  | هولندا        | Roompot-Nederlandse Loterij  | + 0 ث         |        |
| 9.            | ليليان كالجمان    | فرنسا         | Direct Énergie               | + 0 ث         |        |
| 10.           | أنتوني ديلابلاسي  | فرنسا         | Fortuneo-Vital Concept       | + 0 ث         |        |

## وصلات خارجية
- الموقع الرسمي
- كلاسيك سود أرديتشي 2017 على موقع إحصائيات الدراجات الإحترافية (الإنجليزية)